# Ahmanson Theatre

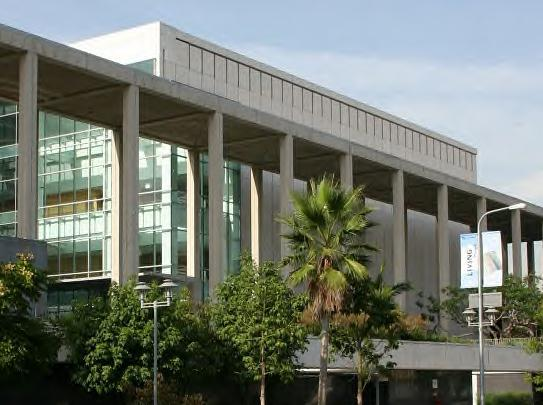
Ahmanson Theatre

Das Ahmanson Theatre ist ein Theater in Los Angeles, Kalifornien.
Es gehört zu den vier wichtigsten Veranstaltungsorten des Los Angeles Music Center. Renoviert 1994, kann seine Sitzplatzkapazität, je nach Bedarf, zwischen 1600 und 2100 konfiguriert werden.
Durch die Großzügigkeit des Philanthropen Robert H. Ahmanson konnte mit dem Bau am 9. März 1962 begonnen werden. Das Theater eröffnete am 12. April 1967 mit dem Theaterstück „More Stately Mansions“ von Eugene O’Neill. In den Hauptrollen spielten Ingrid Bergman, Arthur Hill und Colleen Dewhurst.
Seither war eine Vielzahl von Dramen, Musicals, Komödien und klassischen Werken zu sehen, darunter sechs Uraufführungen von Neil Simon sowie Werke von Wendy Wasserstein, August Wilson, Albert Ramsdell Gurney, Terrence McNally, John Guare und Edward Albee. Am Ahmanson Theatre wurden Koproduktionen für eine Reihe von Broadway-Stücken gezeigt, darunter „Amadeus“, „Smokey Joe’s Cafe“, „The Most Happy Fella“, und „The Drowsy Chaperone“.
Das Ahmanson Theatre ist eines der größten Theater an der Westküste. Theatersaison ist fast das ganze Jahr, sie beginnt im frühen Herbst und dauert bis zum Ende des Sommers. Im Dezember 2006 wurde hier eine Musical-Adaption von Tim Burtons Film Edward mit den Scherenhänden aufgeführt. Regie und Choreografie der Adaption waren von Matthew Bourne.